# Fitzroya cupressoides
Fitzroya cupressoides là một loài thực vật hạt trần trong họ Cupressaceae. Loài này được Molina I.M.Johnst. mô tả khoa học đầu tiên năm 1924.